# 4881 (1975 XJ)
4881 (1975 XJ) је астероид главног астероидног појаса чија средња удаљеност од Сунца износи 2,314 астрономских јединица (АЈ).
Апсолутна магнитуда астероида је 14,4.